# Natività di Nostro Signore Gesù Cristo degli Agonizzanti
Natività di Nostro Signore Gesù Cristo degli Agonizzanti, även benämnd Agonizzanti, är en kyrkobyggnad i Rom, helgad åt Vår Herre Jesu Kristi födelse. Kyrkan är belägen vid Piazza di Pasquino i Rione Parione och tillhör församlingen San Lorenzo in Damaso. Tillnamnet ”Agonizzanti” (italienska ”de döende”) syftar på Arciconfraternita degli Agonizzanti, ett brödraskap som bistod döende människor och dödsdömda brottslingar.

## Kyrkans historia
År 1616 grundades Arciconfraternita degli Agonizzanti i kyrkan Sant'Agostino, där man samlades i Cappella del Santissimo Crocifisso. Förutom att bistå de döende ägnade sig detta brödraskap åt tillbedjan av det Heliga Sakramentet samt bön för själarna i skärselden. Av påve Innocentius XII (1691–1700) fick man tillåtelse att uppföra en egen kyrka, vilket ägde rum 1692, med Giovanni Battista Contini som arkitekt. Dessförinnan hade brödraskapet – i tur och ordning – disponerat kyrkorna Santa Maria Maddalena, San Bernardo della Compagnia, Santa Maria in Campo Carleo, San Nicola dei Funari, San Salvatore in Primicerio, Santa Lucia della Tinta och San Girolamo degli Schiavoni. Contini assisterades efter några år av Alessandro Gaulli, son till Giovanni Battista Gaulli. Under 1700-talet användes kyrkan även av Università dei Pellicciari, pälshandlarnas skrå. En genomgripande restaurering företogs 1862, då fasaden i barockstil tillkom. Den är ett verk av arkitekten Andrea Busiri Vici.
Sedan 1994 är kyrkan kongolesisk nationskyrka i Rom.

## Kyrkans exteriör
Fasaden har tre axlar och är inkorporerad i en större byggnad. Fyra kolossalpilastrar med korintiska kapitäl bär upp ett entablement, vars fris har inskriptionen DEO IESV INFANTI SACRVM. Ingångsportalen är från 1400-talet och har ornamentik i ungrenässansstil. På portalens överstycke står det: GLORIA IN EXCELSIS DEO. Ovanför portalen sitter en inskriptionsplatta från 1862:

## Kyrkans interiör
Interiören är enskeppig med ett tvärskepp och en rektangulär absid. Förutom högaltaret finns det fyra sidoaltaren, två på var sida. Högaltaret har målningen Tillbedjan av Jesusbarnet av Cesare Caroselli. De flankerande Den helige Joakim och Den helige Johannes Döparen har utförts av Giovanni Paolo Melchiorri. Korets sidoväggar har freskerna Konungarnas tillbedjan och Jesu omskärelse. I kyrkans tak har Stanislao Bartolini utfört freskerna Den helige Josef och Den Helige Ande. Det första altaret till höger är invigt åt ärkeängeln Mikael med en målning av Mario Garzi, son till Luigi Garzi. Det andra altaret är invigt åt den Korsfäste och har ett krucifix. Det första altaret till vänster har målningen Den helige Antonius av Michelangelo Cerruti och det andra är invigt åt Jungfru Maria med en bild av Den smärtofulla Modern. Flera av kyrkans fresker är svårt fuktskadade. I sakristian finns en monokrom lynettmålning som framställer Jesu födelse.
I kyrkan vördas Jesusbarnets lindor.

## Bilder

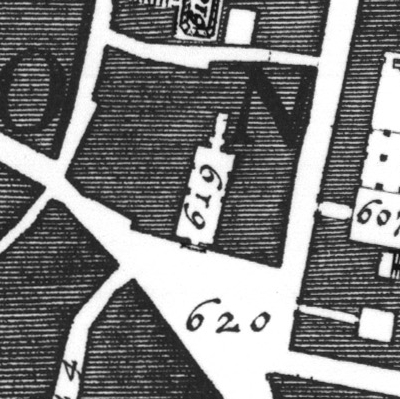
Natività di Nostro Signore Gesù Cristo degli Agonizzanti (nummer 619) på Giovanni Battista Nollis Rom-karta från 1748.
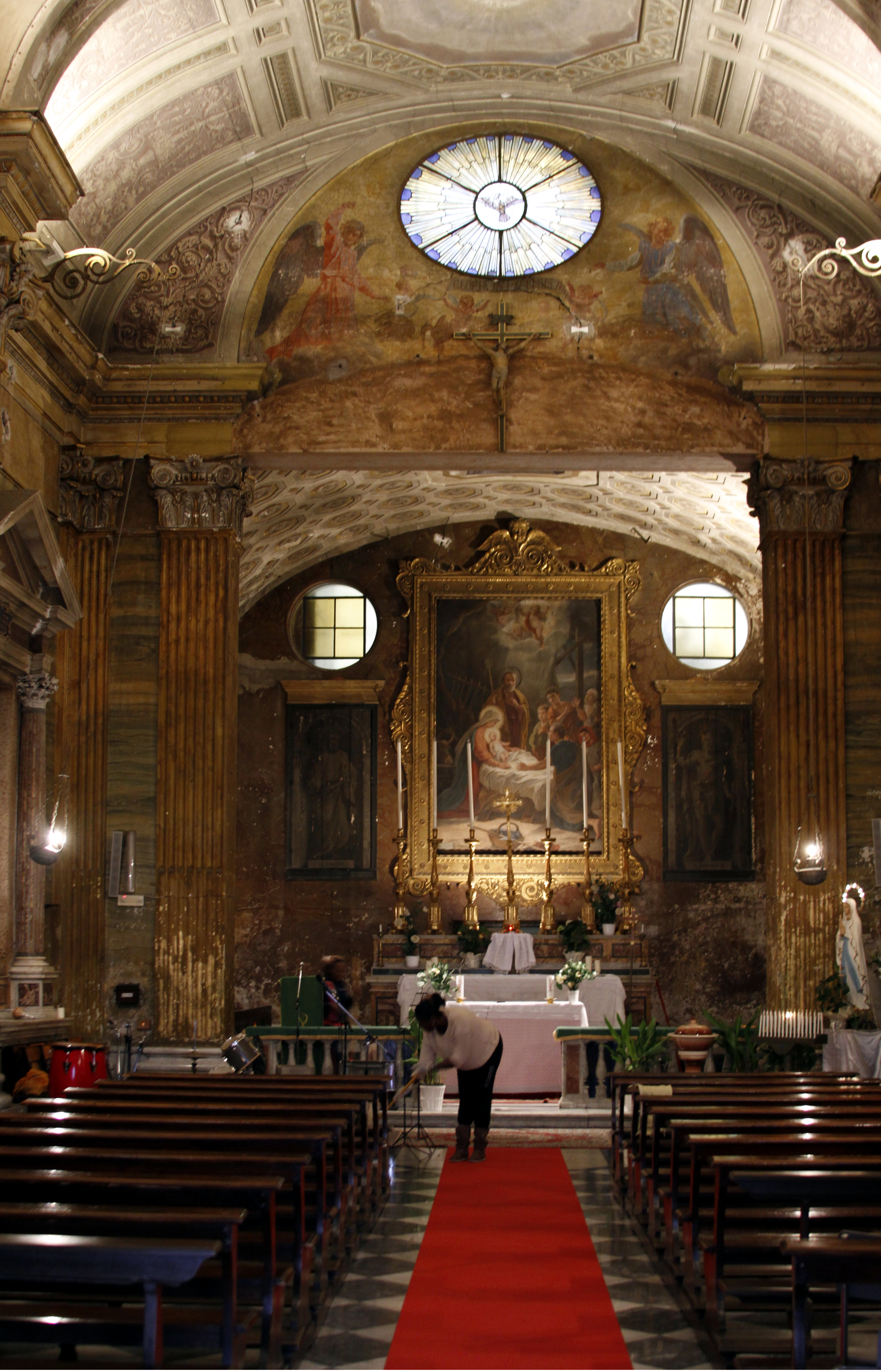
Interiören.